# Flugplatz Biberach a. d. Riß

i7
i11
i13
Der Flugplatz Biberach (ICAO-Code: EDMB) ist ein deutscher Verkehrslandeplatz nahe der Stadt Biberach an der Riß in Baden-Württemberg.
Der Flugplatz wird vom Luftsportverein Biberach e. V. betrieben.

## Geschichte
Ursprünglich war in Biberach nur eine Graspiste hauptsächlich für Segelflug vorhanden. Am 16. Mai 1982 wurde durch eine Volksabstimmung entschieden, dass dies auch so bleiben sollte, obwohl einige Biberacher Unternehmer auf eine Asphaltierung drängten. Im Jahr 1997 wurde die Landebahn mit Schotter befestigt. Im Jahr 1999 wurde dann, ohne noch einmal das Volk zu befragen, die Asphaltierung durchgeführt. Im Jahr 2005 wurde die Landebahn auf 1200 Meter verlängert.

## Daten
Der Verkehrslandeplatz liegt 1,8 Kilometer nordwestlich der Stadtmitte auf einer Höhe von 1903 Fuß (580 m ü. NHN).
Luftfahrzeuge bis 5700 Kilogramm dürfen hier starten und landen.
Sowohl AVGAS/100LL, Mogas (Super Plus), als auch JET A-1 sind erhältlich.

## Motorflug
Die Abteilung Motorflug LSV Biberach e. V. hat rund 80 aktive Mitglieder und verfügt über drei jeweils viersitzige Motorflugzeuge und ein zweisitziges Motorflugzeug. Die Abteilung betreibt die Flugleitung und eine Motorflug-Flugschule.

## Segelflug
Am Flugplatz Biberach befindet sich südlich der Asphaltbahn eine Segelflugbahn, die von der Abteilung Segelflug des Luftsportvereins Biberach e. V. betrieben wird. Es werden hier die Startarten Windenstart und Flugzeugschlepp angeboten. Zu den Mitgliedern zählen Spezialisten für Streckenflug und Segelkunstflug von internationalem Ruf.

## Jets
Derzeit hat ein Biberacher Unternehmen seinen Firmenjet in Biberach stationiert.

## Zwischenfälle
1983 kollidierten zwei Flugzeuge im Anflug auf den Flughafen, es gab sieben Tote.